# Carrie Derick
Carrie Matilda Derick (14 de enero de 1862-10 de noviembre de 1941) fue una botánica, y genetista canadiense, primera profesora mujer en una universidad canadiense, y fundadora del Departamento de Genética de la Universidad McGill.

## Biografía
Nace en Clarenceville, Quebec, y fue educada en la Academia Clarenceville; y, recibió su formación de profesora en la Escuela Normal McGill, antes de devenir docente escolar en Clarenceville y Montreal. 
En 1890, recibió una licenciatura B.A. por la McGill Universidad, graduando en la parte superior de su clase en ciencias naturales, con primeros honores de clase (incluida en esa clase con otras dos mujeres canadienses notables: Elizabeth Binmore y Maude Abbott.)  En 1890, empezó a enseñar en el Instituto de Srtas. Trafalgar, mientras también trabajaba, a tiempo parcial, como la primera mujer botánica de McGill "demostradora".
En 1891, Derick empezó el programa de su maestría en McGill, con la supervisión de David Penhallow y recibió su M.A. en botánica en 1896. Asistió a la Universidad de Bonn en 1901 y completó investigaciones requeridas para su Ph.D. Pero no le fue otorgado un doctorado oficial desde la Universidad, pues no los otorgaba a mujeres. Entonces regresó a McGill y "continuó trabajando, enseñando, y administrando" en el Departamento de Botánica. En 1905, "después de siete años de conferencista, asistiendo a Penhallow con sus clases, investigando y publicando, sin incrementos en la paga, ni ofertas de promoción, Derick escribió directamente al Principal Peterson; y, así fue promovida a profesor asistente" con un tercio del salario de un colega masculino. Derick, recién fue oficialmente nombrada profesora de genética y morfología comparativas por la McGill en 1912 después de tres años del fallecimiento de Penhallow. Así, fue la primera mujer, tanto en McGill como en Canadá en conseguir el profesorado universitario. Se retiró en 1929.
Derick también estudió en la Universidad de Harvard por tres veranos, y en 1898, en el Real Colegio de Ciencia, en Londres, y en el Laboratorio Biológico Marino en Woods Hole, Massachusetts por siete veranos, y también fue una pionera dirigente feminista: luchando para los derechos de la mujer en educación, sufragio, y trabajo. 
Derick falleció el 10 de noviembre de 1941 en Montreal, Quebec. Una calle lleva su epónimo, en el burgo del sudoeste de Montreal.

## Honores

### Membresías
- del Mu Iota Society, un grupo cuyo nombre fue más tarde cambiado al Alumnae Society.[3]

- de la Asociación Estadounidense para el Avance de la Ciencia,

- vicepresidenta de la Sociedad de Historia Natural de Montreal,

- de la Sociedad Botánica de América,

- de la Asociación de Genética americana,

- del Club Filosófico de Montreal,

- de la Asociación de Salud Pública canadiense,

- del Comité Ejecutivo del Consejo Nacional de Educación, y la primera mujer en el Comité protestante de Instrucción Pública, Quebec, de 1920 a 1937.

- presidenta de la Asociación de Sufragio de Montreal de 1913 a 1919 y, en 1914, Annie apoyó a Langstaff, la primera mujer en graduarse en leyes en McGill; y, en su fracaso para ser admitida a la barra de Quebec. Junto con Maude Abbott, un cardiólogo pionero de McGill y curador del Museo Médico, Derick fundó y fue miembro perpetuo del Consejo Nacional de Mujeres.

### Reconocimientos
- 1881: medalla Príncipe de Gales.
- Premio J.C. Weston.
- Medalla de Oro Logan en ciencia natural.
- Designada Persona Histórica Nacional en 2007[4]
- Honrada con un Google Doodle el 14 de enero de 2017, en el 155.º aniversario de su nacimiento[5]